# Servicetunnel Hollandsch Diep
De Servicetunnel Hollandsch Diep bevindt zich onder het Hollandsch Diep, ten westen van de Moerdijkbruggen, met een diameter van 4 meter (intern), een wanddikte van 325 mm, en een lengte van 1627 meter. De tunnel maakt deel uit van de Buisleidingenstraat.

## Geschiedenis
Eind jaren zestig hadden de stad Rotterdam en de provincie Noord-Brabant het idee opgevat een servicetunnel/leidingtunnel aan te leggen die de Haven van Rotterdam zou verbinden met die van Antwerpen en de havens in Zeeland. Toen in 1971 ook daadwerkelijk werd besloten tot aanleg, moest er dus ook gekeken worden naar de kruising van de tunnel met het Hollandsch Diep, de gekozen locatie is tussen Strijen (noordkant) en het industriegebied Moerdijk (zuidkant).
Voor de tunnel werden een aantal voorwaarden vastgesteld. Zo moest de bovenkant van de tunnel op 11 meter –NAP liggen, zodat er 2 meter zandopvulling boven kon, en er nog ruimte zou zijn voor scheepvaart. De diameter van de tunnel werd vastgesteld zodat er maximaal 40 pijpen doorheen konden, met diameters van 15 cm tot 61 cm.

## Bouwmethode
Als tunnelmethode is afzinken gekozen, omdat dit de meest beproefde methode was. De afgezonken tunnel, die een diameter kreeg van 4 meter (intern) en een wanddikte van 325 mm, heeft een lengte van 1627 meter. Hij bestaat uit 27 secties van ongeveer 60 meter, die op hun beurt weer uit 10 delen van 6 meter bestaan. Hier is voor gekozen om een snel en industrieel productieproces te kunnen waarborgen. De tunnelelementen, 270 stuks in totaal, moesten binnen vier maanden gefabriceerd worden. Door de inzet van 4 horizontale stortmantels, die ieder een element per dag maakten, kon dit ook daadwerkelijk gerealiseerd worden.
De tunnelelementen zijn in het bouwdok bij Barendrecht gebouwd. Nadat een 60 meter lange sectie was gevormd van 10 elementen die 6 meter lang, moesten ze gekoppeld worden. Hiertoe werden ze op een rij waren gelegd en er ter plekke voor elke verbinding rubber mallen aan binnen- en buitenkant vastgezet, waartussen epoxymortel gestort zou worden die een waterdichte verbinding zou verzorgen. Daarnaast lopen er door de hele lengte spandraden die na afloop opgespannen zijn. Ook is in deze fase de ballastlaag gestort, die het gewicht van de sectie op 60 ton brengt.
Het afzinken van de elementen gebeurde met twee pontons, die in elkaars verlengde het element langzaam lieten zakken in een uitgebaggerde sleuf. Duikers verrichten het laatste stuurwerk om de elementen precies te plaatsten. Uiteindelijk heeft een baggerschip in drie fasen voor de nodige grondbedekking gezorgd.